# Мариан Орлон
Ма̀риан О̀рлон (на полски: Marian Orłoń; роден на 23 юли 1932 г. в Людвинов, починал на 12 декември 1990 г. в Познан) е полски писател.

## Биография
Завършва Факултета по философия и история в Университета „Адам Мицкевич“. Дебютира на страниците на списания за деца през 1957 г. През 1954 – 1965 г. работи в областта на образованието, а от 1965 до 1981 г. в библиотеката на Института за защита на растенията.

## Творчество
- „Ami znaczy przyjaciel“ (1967)
- „Poczekaj do jutra“ (1967)
- „Ostatnia przygoda detektywa Noska“ (1968)
- „Zawisza blady“ (1968)
- „Przegrana Szerloka“ (1970)
- „Szansa Pigmeja“ (1970)
- „Tajemnica Jacka Karasia“ (1971)
- „O myszce Klementynce, pajączku Bazylim i ziemniaczkowych braciszkach“ (1971)
- „Próba odwagi“ (1972)
- „Kartki z ostatniej ławki“ (1973)
- „Detektyw Nosek i porywacze“ (1973)
- „Mój kochany pan pies“ (1975)
- „Pisane łapą“ (1975)
- „Jak detektyw Nosek zadziwił Lipki Nowe“ (1976)
- „Wierni do końca“ (1984)
- „Zbuntowana orkiestra“ (1984)
- „Zwariowane dzieciaki“ (1984)
- „Komu kundelek, komu?“ (1986)
- „Babcia Kluczykowa“ (1989)
- „Odmieniec“ (1989)
- „Pozwolił ptakom śpiewać. Opowieści o świętych“ (1989)

## Награди
- Награда на председателя на Съвета на министрите (1981)